# ピアノソナタ (グリーグ)
ピアノソナタ ホ短調 作品7は、エドヴァルト・グリーグが作曲した唯一のピアノソナタ。創作の最初期に作曲された。

## 概要
ライプツィヒ音楽院で学んだグリーグは、1862年に卒業すると、母国ノルウェーに帰国したのちピアニスト、作曲家としての活動を始めた。1863年にデンマークの作曲家ニルス・ゲーゼを訪問する目的でコペンハーゲンに赴き、しばらくこの地に住んだが、同地でノルウェーの作曲家リカルド・ノルドロークと知り合った。グリーグはノルドロークの影響を受けて、国民主義的な音楽を書くことを決心した。
このピアノソナタは、それから2年ほどのちの1865年に作曲されたが、ソナタという小品ほどに自由ではない作品であることもあり、さほどノルウェー的なものは強く示されていない。しかし、旋律の端々にはグリーグの後の作品に聴かれるような彼らしい特徴のある動きが見られる。ゲーゼに献呈されており、彼の同じくホ短調のピアノソナタ（1840年、1854年改作）の影響も考えられている。

## 構成
全4楽章の構成で、演奏時間は約17分。
- 第1楽章 アレグロ・モデラート
ホ短調、4分の2拍子。ソナタ形式。
- 第2楽章 アンダンテ・モルト
ハ長調、4分の4拍子。自由な変奏曲形式。
- 第3楽章 アラ・メヌエット・マ・ポコ・ピウ・レント
ホ短調、4分の3拍子。三部形式。
- 第4楽章 フィナーレ（モルト・アレグロ）
ホ短調、8分の6拍子。短い序奏の付いたソナタ形式。

## 演奏について
典型的な作曲家の初期の作品で書法上の問題があり、音響的には大きな効果は発揮しない。テクニックも難しく、めったに演奏されない作品である。
作曲者自身が1903年5月2日にパリで第3・4楽章を録音している。グリーグ擁護者のレイフ・オヴェ・アンスネスなどが録音している。なお、お気に入りの作曲家の一人がグリーグであったグレン・グールドも本作品を録音している。